# Allocosa nebulosa
Allocosa nebulosa är en spindelart som beskrevs av Roewer 1959. Allocosa nebulosa ingår i släktet Allocosa och familjen vargspindlar.
Artens utbredningsområde är Kongo. Inga underarter finns listade i Catalogue of Life.